# Engelbrektsbågen

Engelbrektsbågen från 1934

Engelbrektsbågen är en symbol som hänsyftar på den Engelbrekt Engelbrektsson. 
Symbolen används av Moderata ungdomsförbundets (MUF) (tidigare Ungsvenskarna och Högerns ungdomsförbund (HUF)). Symbolen består av ett armborst omgivet av tre kronor och en ring eller kedja. Armborstet användes ibland som symbol för högerns (nuvarande Moderata samlingspartiet) politik, dock innan Ungsvenskarna (nuvarande MUF) bildades. Symbolen ska representera värnandet av landets självständighet.
MUF använde symbolen som allmän logotyp från 1934 till 1985, men den har i förbundets utåtriktade material sedan dess fått stå tillbaka för mer modernt utformade symboler. Nuförtiden används engelbrektsbågen bland annat på förbundets förtjänstmedaljer. 
Samma symbol, fast utan kedjan, används också av Moderater i utlandet, som är ett nätverk för utlandssvenskar som röstar moderat.
1 oktober 2015 började Sverigedemokraternas nybildade ungdomsförbund SDU använda en snarlik symbol.